# Yaouré (langue)
Cet article concerne la langue yaouré. Pour le peuple yaouré, voir Yaouré (peuple).
Le yaouré ou yowlè est une langue mandée parlée en Côte d’Ivoire.

## Écriture
L’alphabet yaouré suit les règles de l’Orthographe pratique des langues ivoiriennes.
| a | b | c | d  | e | ɛ | f | g  | gb | i |
| ɩ | j | k | kp | l | m | n | ny | o  | ɔ |
| p | r | s | sh | t | u | ʋ | v  | w  | y |
| z |   |   |    |   |   |   |    |    |   |

Les tons sont indiqués à l’aide de signe devant la syllabe :
- le ton très haut avec le double apostrophe : ˮ ;
- le ton haut avec l’apostrophe : ʼ ;
- le ton moyen sans signe ;
- le ton bas avec le signe moins : ˗.